# Carmen Bustamante
María del Carmen Bustamante i Serrano (Totana, 9 de agosto de 1938) es una soprano española. 

## Trayectoria artística
Carmen Bustamante estudió en el Conservatorio Superior de Música del Liceo en Barcelona. Se dedica al canto y a la enseñanza. Ha estrenado varias obras de compositores españoles: Frederic Mompou, Xavier Montsalvatge, Ernesto Halffter, Federico Moreno Torroba, Román Alís, Amando Blanquer, Benet Casablancas, Ramon Ferrer, Manuel García Morente, Joaquín Nin-Culmell, Jordi Sabatés, Matilde Salvador, Josep Soler, Xavier Turull y Manuel Valls. La soprano lleva a cabo una importante labor pedagógica en el Conservatorio Superior de Música del Liceo de Barcelona, en el que ha ejercido de directora académica de la Escuela Superior de Canto así como profesora del mismo, actividad que sigue realizando y compagina actualmente con la de profesora invitada en el Conservatorio Superior de Música de las Islas Baleares.

## Premios
- La Generalidad de Cataluña le otorgó en 1992 la Creu de sant Jordi.
- Premio nacional del disco en 1988 del Ministerio de Cultura.
- L'Orphée d'Or por su disco con obras de Toldrà, Guridi, Mompou y Halffter interpretadas junto a Miguel Zanetti.